# Stadt, Land, Fluss
Stadt, Land, Fluss – regional auch Stadt, Name, Land und ähnliche Varianten – ist der Name eines klassischen Schreib-, Wissens- und Quizspiels: Hier werden zu jeweils einem Anfangsbuchstaben Begriffe in unterschiedlichen Kategorien abgefragt (die Regeln können je nach Spielgruppe variieren, aber im Allgemeinen gilt, dass die Wörter für jede Kategorie mit dem gleichen Anfangsbuchstaben beginnen müssen).
Wenn zum Beispiel der Anfangsbuchstabe für eine Kategorie 'O' ist, muss man ein Wort hinschreiben, das mit einem 'O' beginnt (etwa 'Osnabrück' für Stadt oder 'Orang-Utan' für Tier).

## Beschreibung

### Voraussetzungen
Zu diesem Spiel benötigt man pro Teilnehmer ein Blatt Papier und einen Schreibstift, die Teilnehmeranzahl ist beliebig.
Die Teilnehmer einigen sich gemeinsam auf ein Grundschema mit mehreren Kategorien. Üblich sind wenigstens die drei namensgebenden Bereiche (Stadt, Land, Fluss) sowie ungefähr drei weitere (bsp. Name, Tier, Beruf), das Spiel kann aber auch mehr Kategorien umfassen. Das folgende Beispiel zeigt eine gebräuchliche Zusammenstellung; es lassen sich aber auch andere Kategorien benutzen, wie Musikinstrument, Firma, Prominenter, Straßen- oder Haltestellenname usw. Durch diese Kategorien werden die Spiele abwechslungsreicher. Es gibt Verzeichnisse, die verschiedene Kategorien übersichtlich zusammengestellt haben und den Spielern vorschlagen.
| Stadt    | Land     | Fluss | Name   | Beruf      | Pflanze | Tier  |
| -------- | -------- | ----- | ------ | ---------- | ------- | ----- |
| Duisburg | Dänemark | Donau | Dieter | Dachdecker | Dahlie  | Dachs |
| …        |          |       |        |            |         |       |

Dieses Schema trägt jeder Mitspieler auf seinem Blatt ein. Nun wird der Buchstabe ermittelt (s. u.), mit dem alle zu suchenden Begriffe beginnen müssen. Danach beginnen alle Teilnehmer damit, passende Begriffe in die jeweiligen Zeilen zu schreiben. Wer zuerst fertig ist, d. h. alle Kategorien mit mind. einem Begriff gefüllt hat, gibt dies laut kund. Alle müssen nun das Schreiben beenden. Alternativ wird im Vorfeld eine feste Zeitdauer festgelegt, nach der alle Spieler aufhören müssen.

### Buchstabenermittlung
Es gibt verschiedene Methoden, mit denen die Spieler den Spielrundenbuchstaben ermitteln. Am gängigsten ist, dass ein Spieler leise das Alphabet aufsagt und ein anderer „Stopp“ ruft. Der Buchstabe, der zuvor aufgesagt wurde, wird gespielt. Es gibt inzwischen jedoch auch zahlreiche andere kreative Methoden zur Ermittlung. So beschreiben Einige vor dem Spielbeginn ein Blatt Papier ungeordnet mit Buchstaben (am besten jeden Buchstaben zwei Mal). Auf diesen Ermittlungsbogen wird nun bei der Buchstabenwahl mit geschlossenen Augen gezeigt oder mit einem Stift ein X markiert. Der Buchstabe, welcher am nächsten steht, wird gespielt. Bei kommerziellen Spielen gibt es häufig eine Buchstabenleiste, über die die Spieler mit dem Finger auf- und abfahren können, bis ein anderer Spieler „Stopp“ ruft. Ebenso gibt es inzwischen Smartphone-Apps, die die Ermittlung übernehmen.
Bei allen Methoden geht es darum, dass möglichst spontan der Buchstabe ermittelt werden soll, damit die Spieler möglichst wenig Vorbereitungszeit haben und somit Mogeleien vermieden werden.

### Wertung
Für das Spiel gibt es unterschiedliche Wertungsmethoden. Allen dürfte gemein sein, dass Worte, die beim jetzt stattfindenden Vorlesen und Vergleichen nur einmal vorhanden sind, mehr Punkte bringen als mehrfach vorhandene, so genannte Doubletten. Häufig anzutreffen ist auch die Regel, dass es Bonuspunkte gibt, sollte ein Spieler in einer Kategorie als einziger eine richtige Antwort haben. Sieger ist, wer nach einer vereinbarten Rundenzahl die meisten Punkte gesammelt hat.
Die klassische Punktevergabe ist wie folgt:
- 20 Punkte, wenn kein anderer Spieler einen Begriff für diese Kategorie gefunden hat
- 10 Punkte für unterschiedliche Begriffe in dieser Kategorie
- 5 Punkte für gleichen Begriff in dieser Kategorie
- 0 Punkte oder Minuspunkte, wenn ein Spieler ein Feld nicht ausgefüllt hat

Wer am Ende des Spiels die höchste Gesamtpunktzahl erreicht, hat das Spiel gewonnen.

### Lösungsmöglichkeiten
In der klassischen Variante (Stadt, Land, Fluss, Name, Beruf, Pflanze, Tier) können bei vorheriger Genehmigung auch internationale und wissenschaftliche Schreibweisen verwendet werden, wobei manche Lösungen jedoch ohne ein Nachschlagewerk schwer zu beweisen sind. Welche Lösungen erlaubt sind, sollte vor dem Spiel unter allen Teilnehmern abgesprochen werden; zum Beispiel ob Fremdwörter (Bsp. „Xenophidia“ als Tier), Dialekt (Bsp. „Blaukraut“ als Pflanze), internationale Schreibweisen (Bsp. „Zambesi“ als Fluss) oder Abkürzungen (Bsp. „USA“ als Land) bzw. Kurzformen (Bsp. „Waldi“ als Name (für Waldemar)) erlaubt sind. Auch das Abkürzen an sich sollte vorher besprochen werden, zum Beispiel ob eine Mindestanzahl Buchstaben geschrieben werden muss, ob zumindest das Feld in voller Breite ausgefüllt werden muss oder ob das Abkürzen generell verboten ist.
Außerdem sollte Einigkeit darüber herrschen, wie genau die Bereiche auszulegen sind, um Streit zu vermeiden. So sollte im Vorhinein festgelegt werden, ob unter Land nur unabhängige Staaten genannt werden dürfen (z. B. Niederlande, Vereinigtes Königreich) oder die Auslegung weniger eng erfolgen soll (z. B. Holland, England, Sauerland, Lummerland). Analog sollte etwa geklärt werden, ob die Rubrik Stadt nur echte Städte mit Stadtrecht einschließt oder ob auch andere Gemeinden erlaubt sind, ob auch kleine Bäche als Flüsse anerkannt werden usw.
Idealerweise sollten Nachschlagewerke verfügbar sein, um in strittigen Fällen entscheiden zu können. Spielen größere Gruppen dieses Spiel, so kann es günstig sein, wenn reihum ein Spieler aussetzt und als Schiedsrichter fungiert oder generell ein besonders fähiger und als neutral geltender Spieler hierzu ernannt wird.
Im Internet kursieren Komplettlösungen, die bei exotischen Buchstaben (Q, X, Y) auf Fremdsprachen zurückgreifen, um die Lücken komplett zu füllen. Im Deutschen ist es nicht möglich, beim oben genannten Beispielschema alle 182 Lücken zu füllen (7 Gruppen à 26 Buchstaben), da es keine Staaten gibt, die mit Q, X und Y beginnen. Wenn man aber hier behelfsmäßig auch Bundesstaaten und Territorien gelten lässt, ist es möglich (z. B. Québec, Xinjiang, Yorkshire).

## Adaptionen
Zu dem Spiel gibt es zahlreiche Adaptionen, darunter etwa:
- 1988 erschien das Spiel Scattergories bei MB Spiele, das ab 1990 auf Deutsch auch als Kategorum veröffentlicht wurde. Die Mitspieler mussten Begriffe zu vorgegebenen Kategorien mit einem pro Runde ausgewürfelten Anfangsbuchstaben aufschreiben.
- Das Spiel Stadt Land Fluss Extreme erschien 2016 bei Schmidt Spiele.[4]
- Das Kartenspiel Schnapp, Land, Fluss! von Haim Shafir aus dem Jahr 2002 (amigo) baut auf Stadt, Land, Fluss auf.[5]
- Von MB Spiele gab es das Spiel Harte Nuß, bei der ebenfalls sechs Kategorien von beidseitig bedruckten Kategorienkärtchen und die Buchstaben durch sechs in einem sechseckigen Käfig eingefasste aber frei drehbaren Buchstabenwürfel bestimmt werden. Somit wird pro Runde zu jeder der sechs Kategorien ein eigener Anfangsbuchstabe bestimmt.[6]
- Die Spiele Stadt, Land, Unseriös und Stadt Land Seriös der Spielemarke Take It Serious nutzen das Spielprinzip des Originals, verwenden jedoch pro Feld eine eigene Kategorie. So ergeben sich 72 Spielkategorien pro Spielplan.[7][8]
- Unter dem Stadt, Land, Vollpfosten veröffentlichte der Kleinverlag Denkriesen seit 2016 mehrere Editionen ihrer Variante, der der ebenfalls Begriffe zu ausgewählten Buchstaben in unterschiedlichen Kategorien gefunden werden müssen. Neben einer Junior-Edition gibt es dabei auch eine Rotlicht-Edition.[9]

Zudem wurde und wird das Spiel in Fernsehsendungen und in anderen Medien adaptiert:
- Von Oktober 1990 bis September 1991 moderierte Viktor Worms auf Tele 5 die Sendung Stadt Land Fluß, die an das Spiel angelehnt war.[10]
- Die beiden Kabarettisten Christoph Grissemann und Dirk Stermann spielten in ihrer wöchentlichen Show Salon Helga des österreichischen Radiosenders FM4 mit einem live zugeschalteten Hörer gelegentlich eine Abwandlung des Spiels, die sie als Stadt, Land, Scheidungsgrund bezeichnen und die aus gewollt kuriosen, tagespolitischen Fragestellungen besteht.
- 2012 strahlte RTL II die Sendung Stadt, Land … aus. In der Sendung, die es ausschließlich im „Promi-Spezial“ gab, wurden die weiteren vier Kategorien in jeder der zwei Runden neu vorgegeben und nur ein Buchstabe damit gespielt. Da es sich um eine Comedysendung handelt, zielen die Kategorien wie Sachen, an denen man schrauben kann, oder sichere Zeichen für Metrosexualität darauf ab, humorvolle Antworten zu produzieren. Ebenfalls Teil des Comedyfaktors ist, dass Kandidaten wenig sinnvolle und doppelte Antworten erklären können, um doch noch volle Punkte zu erhalten.[11]

## Markenrechtsstreit
Ein großer deutscher Spieleverlag versuchte 2012 und 2013 Markenrechte an Stadt, Land, Fluss durchzusetzen. Das Landgericht Berlin wies mit dem Urteil vom 4. April 2013 die Klage ab. In der Berufungsverhandlung wies das Kammergericht Berlin die Berufung ebenfalls ab und ließ keine Revision zu. Beide Gerichte stellten gleichlautend fest, dass Stadt, Land, Fluss ein seit Generationen gespielter Spieleklassiker ist, an dem niemand die Markenrechte erhalten kann.